# Mesochorus veluminis
Mesochorus veluminis är en stekelart som beskrevs av Schwenke 1999. Mesochorus veluminis ingår i släktet Mesochorus och familjen brokparasitsteklar. Inga underarter finns listade i Catalogue of Life.